# Химик (Девня)
ФК „Девня“ е футболен отбор от град Девня.
Основан е през 1948 г. под името „Завод Карл Маркс“. През 1959/60 достига до шестнайсетинафинал за Купата на Съветската армия, но е отстранен от Ботев (Пловдив) с 0:4 като гост. През 1961 г. е преименуван на „Здравко Бомбов“. На следващата година за първи път влиза в Северната Б група, но не успява да се задържи и отпада. През 1972 г. е преименуван на ФК „Девня“. Записва три участия за купата на страната (1/32-финал през 1978/79 г.) и през 1979 г. се завръща в Северната Б група, но пак отпада. В началото на 80-те години „Девня“ се свлича до А регионална група и по-късно през 1983 г. отборът е закрит. Две години след това клубът е възстановен под името „Повеляново“, а на треньорския пост застава бившия национален вратар Красимир Зафиров. От 1987 до 1991 г. се нарича „Полихим“. През 1991 г. е преименуван на „Химик“. Традиционен участник е в Североизточната В група и се използва от варненските „грандове“ Спартак и Черно море, като място където те обиграват бъдещите си звезди. След това през 1996 г. е преименуван на ОФК „Девня“. За купата на страната през 1996/97 г. пак достига до шестнайсетинафинал, където трудно отстъпва на Локомотив (София) с 3:4 след дузпи (1:1 в редовното и продълженията). През 2001 г. се завръща в тогава обединената Б група и през сезон 2001/02 завършва на 13 място, но отпада. От 2005 г. е преименуван на „Девня 2005“. Играе мачовете си на стадион Девня, с капацитет 6400 зрители. Основните цветове на клуба са синьо и зелено. Участва в първенството на Североизточната В група.
През 2009 г. футболен клуб Девня е наново регистриран и документално няма нищо общо с предишния клуб. Започва участието си в А окръжна. Играе с червени екипи.

## Успехи
- Шестнайсетинафиналист за купата на страната през 1959/60 и 1996/97 г. и 2009/10 г.
- Шестнайсетинафиналист за Купата на Съветската армия през 1959/60 и 1980/81 г.
- 13 място в Б група през 2001/02 г.

## Известни футболисти
- Желязко Желязков
- Мартин Димов
- Кристиян Християнов